# Scorched Planet
Scorched Planet — компьютерная игра в жанре транспортного боя, разработанная Criterion Studios и изданная Virgin Interactive для DOS и Windows. Позже игра была адаптирована для аркадных автоматов.

## Игровой процесс
Scorched Planet — автомобильный шутер, действие которого происходит в 2230 году на вымышленной планете Датор 5. Планета подвергается нападению инопланетной расы, называемой вораксианцами. Главный герой — Алекс Гибсон, бывший пилот истребителя, которому поручено спасти колонистов на Даторе 5.
Игра разбита на 19 уровней, задача каждого из которых — отбиться от волн вораксианцев и спасти колонистов. Перед каждой миссией у игрока есть выбор — броситься в бой или потратить время на выстраивание обороны перед миссией. Игрок управляет истребителем Type 16, который может трансформироваться между танком и космическим кораблём; каждый вид имеет свои преимущества и недостатки.

## Приём
Журнал Next Generation оценил аркадную версию игры в две звезды из пяти, заключив: «единственный необычный аспект игры — возможность транспорта переключаться между режимами летающего корабля и танка, каждый со своими возможностями и оружием. Но это едва ли достаточно для привлечения внимания».

## Рецензии
- Computer Gaming World #153 (апрель 1997)
- GameSpot — 16 января 1997 года
- Computer Games Magazine — 1997
- Game Revolution — декабрь 1996 года
- PC Player (Германия) — ноябрь 1996 года
- PC Games — октябрь 1996 года